# دریاچه هارکو
دریاچه هارکو (استونیایی: Harku järv) یک دریاچه در کنار شهر تالین، استونی است.
این دریاچه دارای ۲٬۰۰۰ متر طول، ۱٬۱۶۰ متر عرض، ۱۶۲٫۹ هکتار مساحت و ۲٫۵ متر عمق (حداکثر عمق) دارد.

## نگارخانه

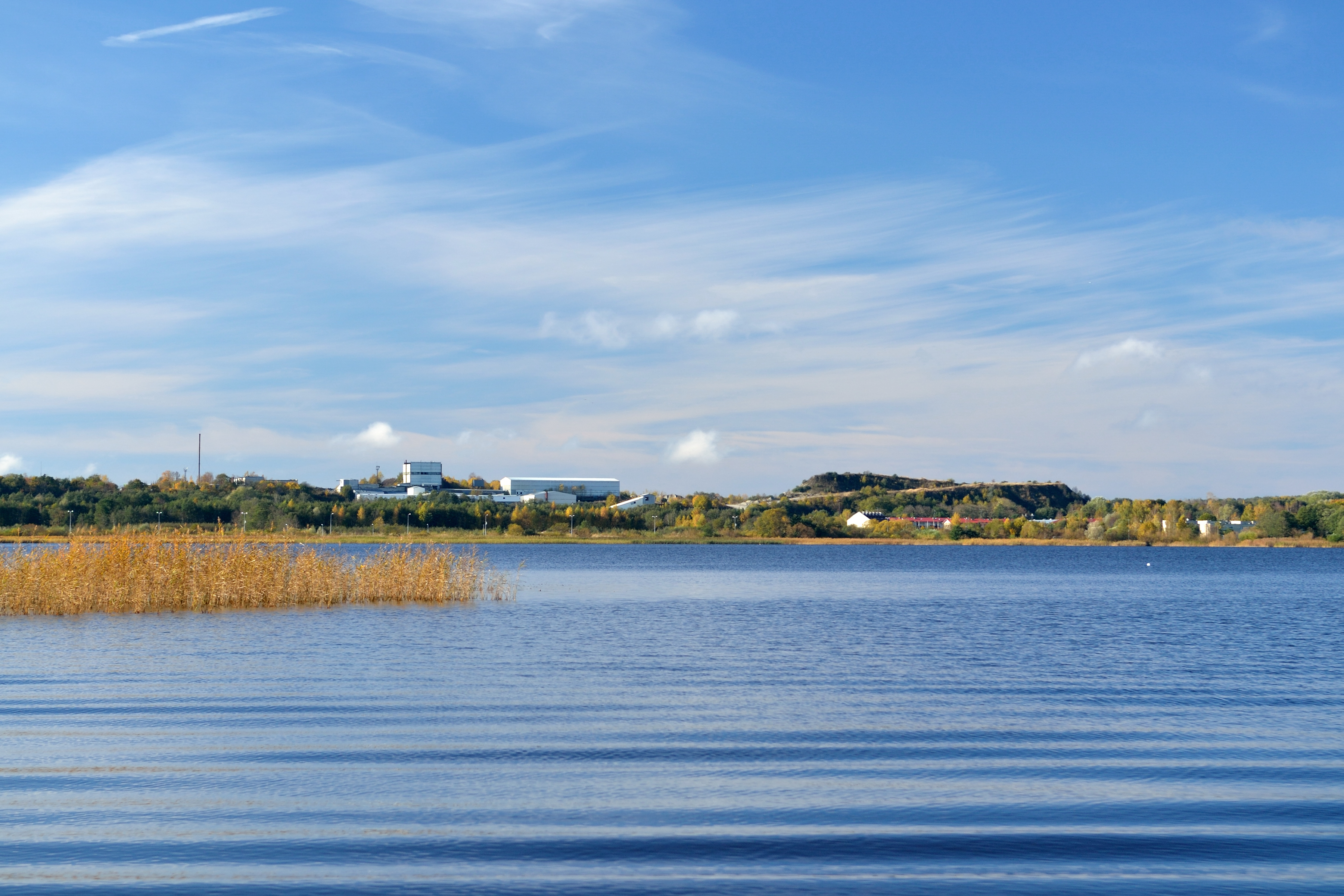
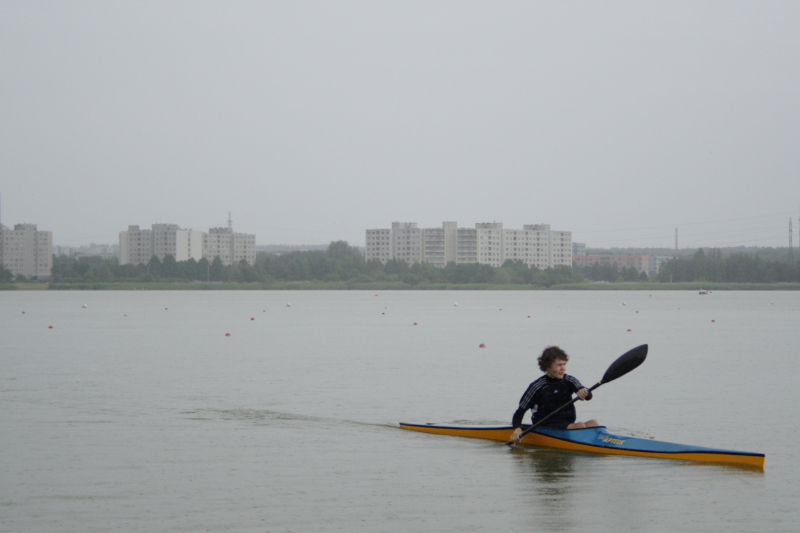
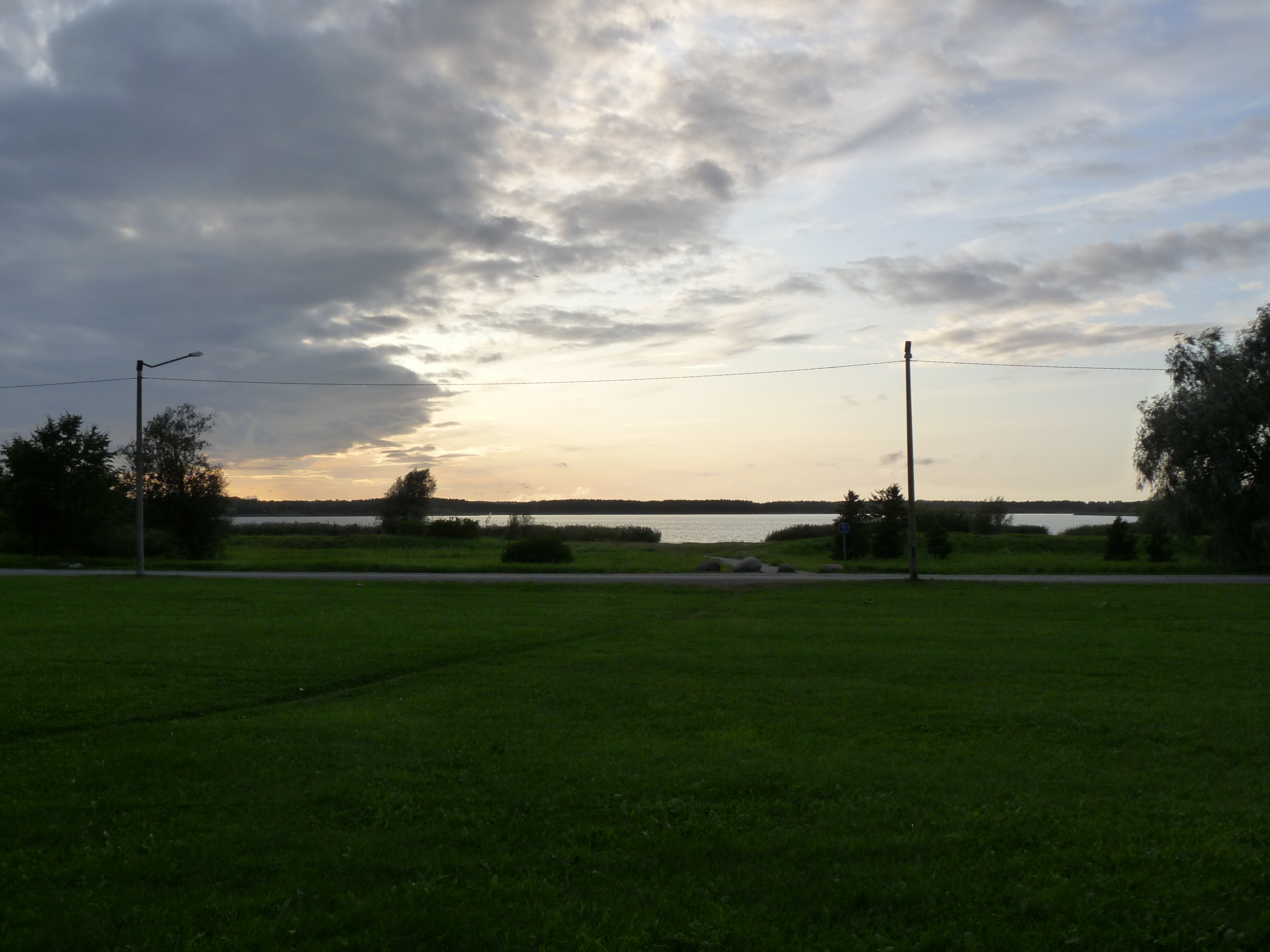